# Liste der Bodendenkmale in Hanstedt (Landkreis Uelzen)
In der Liste der Bodendenkmale in Hanstedt sind alle Bodendenkmale der niedersächsischen Gemeinde Hanstedt (Landkreis Uelzen) aufgelistet. Die Quelle ist der Denkmalatlas Niedersachsen. Der Stand der Liste ist der 23. September 2024.

## Allgemein
In den Spalten finden sich folgende Informationen des Bodendenkmales :
- Lage        : geographische Koordinaten
- Bezeichnung : Bezeichnung lt. Denkmalatlas
- Beschreibung: Beschreibung lt. Denkmalatlas
- ID          : Objekt-ID
- Bild        : Bild, ggf. zusätzlich mit Link zu weiteren Fotos im Medienarchiv Wikimedia Commons.

## Allenbostel
| Lage                        | Bezeichnung              | Beschreibung                                                               | ID       | Bild |
| --------------------------- | ------------------------ | -------------------------------------------------------------------------- | -------- | ---- |
| 53° 0′ 22″ N, 10° 20′ 21″ O | Allenbostel 1, Grabhügel | Flach gewölbt, Durchmesser ca. 14 × 20 m und Höhe ca. 1,4 m mit Kopfstich. | 32204783 | BW   |

## Bode
| Lage                        | Bezeichnung  | Beschreibung | ID       | Bild           |
| --------------------------- | ------------ | --- | -------- | -------------- |
| 53° 1′ 38″ N, 10° 20′ 14″ O | Bode 2, Burg | Rundlicher Ringwall zu Bode, Dm. max. 40 m. Innenfläche etwa 1 m über dem Niveau des umliegenden Geländes. Daher erscheint der außen ca. 2,5 m hohe Wall innen deutlich flacher. Ohnehin ist er nur noch im Süden und Norden streckenweise erhalten. | 32203075 | Weitere Bilder |

## Brauel
| Lage                        | Bezeichnung          | Beschreibung                                                                             | ID       | Bild |
| --------------------------- | -------------------- | ---------------------------------------------------------------------------------------- | -------- | ---- |
| 53° 3′ 54″ N, 10° 20′ 26″ O | Brauel 14, Grabhügel | Durchmesser ca. 11 m und Höhe ca. 1,20 m.                                                | 32203336 | BW   |
| 53° 3′ 58″ N, 10° 20′ 7″ O  | Brauel 14, Grabhügel | Flach gewölbt, rund, Durchmesser ca. 13 m und Höhe ca. 1 m mit eingesunkener Oberfläche. | 32205975 | BW   |
| 53° 3′ 48″ N, 10° 19′ 35″ O | Brauel 26, Grabhügel | Flach gewölbt, rund, Durchmesser ca. 12 m und Höhe ca. 1,2 m.                            | 32203074 | BW   |

### Brauel 3
- ID:32203076
- Grabhügelfeld aus 11 Hügeln mit Durchmessern von 7 bis 15 m und Höhen von 0,70 bis 1,00 m. Von ursprünglich 17 Grabhügeln sind 6 Hügel (FStNr. 6, 9–13) obertägig nicht mehr auffindbar, wahrscheinlich bei Waldarbeiten zerstört.

| Lage                        | Bezeichnung | Beschreibung | ID       | Bild |
| --------------------------- | ----------- | --- | -------- | ---- |
| 53° 3′ 50″ N, 10° 20′ 14″ O | Brauel 3    | Durchmesser ca. 14 m und Höhe ca. 1,2 m, Oberfläche etwas unregelmäßig.                                                                                                 | 32206097 | BW   |
| 53° 3′ 52″ N, 10° 20′ 11″ O | Brauel 4    | Flach gewölbt, rund, Durchmesser ca. 14 m und Höhe ca. 1,80 m, leicht abgesetzt.                                                                                        | 32206353 | BW   |
| 53° 3′ 52″ N, 10° 20′ 12″ O | Brauel 5    | Flach gewölbt, rund, Durchmesser ca. 13 m und Höhe ca. 1,80 m. | 32206354 | BW   |
| 53° 3′ 53″ N, 10° 20′ 10″ O | Brauel 7    | Lang (Nord-Süd gerichtet) Länge ca. 17 m, Breite ca. 13 m und Höhe ca. 1 m.                                                                                             | 32206720 | BW   |
| 53° 3′ 53″ N, 10° 20′ 14″ O | Brauel 8    | Kräftig gewölbt, rund, Durchmesser ca. 12 m und Höhe ca. 1 m, Kopfstich.                                                                                                | 32206722 | BW   |
| 53° 3′ 55″ N, 10° 20′ 13″ O | Brauel 21   | Kräftig gewölbt, annähernd rund, Durchmesser ca. 8 m und Höhe 1 m, im Süden von Wegespur angeschnitten, teils abgesetzt, teils mit auslaufenden Rändern.                | 32205640 | BW   |
| 53° 3′ 55″ N, 10° 20′ 11″ O | Brauel 22   | Langoval, (Nord-Süd gerichteter), kräftig mit auslaufenden Rändern und Länge 14 m, Breite ca. 11 m und Höhe ca. 0,80 m, Ränder laufen flach aus, Oberfläche durchwühlt. | 32206002 | BW   |
| 53° 3′ 55″ N, 10° 20′ 12″ O | Brauel 23   | Kräftig gewölbt, gut abgesetzt, Durchmesser ca. 10 m und Höhe ca. 1 m.                                                                                                  | 32206236 | BW   |
| 53° 3′ 56″ N, 10° 20′ 11″ O | Brauel 24   | Ausgegraben, nur noch Ring erhalten, Durchmesser ca. 9 m und Höhe etwa 0,70 m.                                                                                          | 32206367 | BW   |
| 53° 3′ 56″ N, 10° 20′ 12″ O | Brauel 25   | Flach gewölbt, rund, abgesetzte Ränder, Durchmesser ca. 11 m und Höhe ca. 1,2 m.                                                                                        | 32206369 | BW   |
| 53° 3′ 54″ N, 10° 20′ 8″ O  | Brauel 27   | Flach gewölbt, rund, Durchmesser ca. 14 m und Höhe ca. 1,8 m, Kuppe abgeflacht, am Nordwest-Hügelfuß Windbruchwurzel.                                                   | 32206368 | BW   |

### Brauel 16
- ID:32203335
- Grabhügelfeld aus 4 Grabhügeln mit Durchmessern von 12 bis 18 m und Höhen von 0,80 bis 1,60 m.

| Lage                        | Bezeichnung | Beschreibung                                                                                             | ID       | Bild |
| --------------------------- | ----------- | --- | -------- | ---- |
| 53° 3′ 55″ N, 10° 19′ 53″ O | Brauel 16   | Oval, Durchmesser 16 m, Höhe 0,80 m und Kopfstich (Durchmesser ca. 2 m).                                 | 32205239 | BW   |
| 53° 3′ 56″ N, 10° 19′ 54″ O | Brauel 17   | Flach gewölbt, rund, Durchmesser ca. 13 m und Höhe ca. 1,2 m.                                            | 32205257 | BW   |
| 53° 3′ 54″ N, 10° 19′ 55″ O | Brauel 18   | Flach gewölbt, rund, Durchmesser ca. 18 m und Höhe ca. 2,20 m, Oberfläche leicht muldenartig abgeflacht. | 32205259 | BW   |
| 53° 3′ 55″ N, 10° 19′ 55″ O | Brauel 19   | Groß, kräftig, rund, Durchmesser ca. 21 m und Höhe ca. 1,80 m, mehrere angegrabene Stellen.              | 32205510 | BW   |

## Hanstedt I
| Lage                        | Bezeichnung               | Beschreibung                                                                   | ID       | Bild           |
| --------------------------- | ------------------------- | ------------------------------------------------------------------------------ | -------- | -------------- |
| 53° 3′ 58″ N, 10° 21′ 45″ O | Hanstedt I 38, Wegespuren |                                                                                | 32207931 | Weitere Bilder |
| 53° 4′ 21″ N, 10° 20′ 49″ O | Hanstedt I 55, Grabhügel  | Flach, Durchmesser ca. 12 m und Höhe ca. 0,80 m, von der Süd-Seite angegraben. | 32205976 | BW             |
| 53° 4′ 25″ N, 10° 23′ 17″ O | Hanstedt I 74, Grabhügel  | Rund, flach, Durchmesser ca. 13 m und Höhe ca. 1,40 m.                         | 32209591 | BW             |
| 53° 4′ 23″ N, 10° 23′ 18″ O | Hanstedt I 75, Grabhügel  |                                                                                | 32209827 | BW             |
| 53° 4′ 25″ N, 10° 20′ 28″ O | Hanstedt I 114, Grabhügel |                                                                                | 32209828 | BW             |
| 53° 4′ 27″ N, 10° 20′ 31″ O | Hanstedt I 118, Grabhügel | Flach, rund, Durchmesser ca. 13 m und Höhe ca. 0,80 m.                         | 32209829 | BW             |

### Hanstedt I 17
- ID:32207679
- Gruppe von ursprünglich 8 Grabhügeln, davon noch 6 erhalten, und einem Wölbackersystem (FStNr. 23). Die Grabhügel haben Durchmesser von 5–15 m und Höhen von 0,2–1 m. Das von der LA Bath 1954–60 erfasste Wölbackerfeld ist nicht mehr feststellbar.

| Lage                        | Bezeichnung    | Beschreibung | ID       | Bild |
| --------------------------- | -------------- | --- | -------- | ---- |
| 53° 3′ 34″ N, 10° 22′ 32″ O | Hanstedt I 17  | Durchmesser ca. 13 m und Höhe ca. 1 m.                                                                                                | 32208702 | BW   |
| 53° 3′ 31″ N, 10° 22′ 34″ O | Hanstedt I 18  | Flach gewölbt, Durchmesser ca. 16 m und Höhe ca. 0,8 m, von Schneise berührt, aber kaum beeinträchtigt. Oberfläche etwas eingesunken. | 32207099 | BW   |
| 53° 3′ 32″ N, 10° 22′ 31″ O | Hanstedt I 19  | Sehr flach, Durchmesser ca. 5 m und Höhe ca. 0,2 m.                                                                                   | 32207100 | BW   |
| 53° 3′ 31″ N, 10° 22′ 36″ O | Hanstedt I 20  | Rund, Durchmesser ca.17 m und Höhe ca. 1,2 m mit Einsenkung in der Oberfläche.                                                        | 32207101 | BW   |
| 53° 3′ 29″ N, 10° 22′ 32″ O | Hanstedt I 21  | | 32207217 | BW   |
| 53° 3′ 29″ N, 10° 22′ 30″ O | Hanstedt I 22  | Rund, Durchmesser ca. 15 m und Höhe bis zu 1,6 m, durch Einschnitte und Tierbaue gestört. Rand deutlich abgesetzt.                    | 32207218 | BW   |
| 53° 3′ 31″ N, 10° 22′ 28″ O | Hanstedt I 124 | | 32208700 | BW   |
| 53° 3′ 28″ N, 10° 22′ 31″ O | Hanstedt I 125 | Rund, Durchmesser ca. 15 m und Höhe ca. 1,2 m.                                                                                        | 32208701 | BW   |

### Hanstedt I 26
- ID:32203830
- 5 Grabhügel mit Durchmesser  von 6 bis 12 m und Höhen von 0,2 bis 0,4 m. Grabhügelcharakter bei FStNr. 30 nur durch Bohrung bzw. Probegrabung zu klären.

| Lage                        | Bezeichnung   | Beschreibung                                            | ID       | Bild |
| --------------------------- | ------------- | ------------------------------------------------------- | -------- | ---- |
| 53° 4′ 10″ N, 10° 20′ 58″ O | Hanstedt I 26 | Flach gewölbt, Durchmesser ca. 8 m und Höhe ca. 0,40 m. | 32207405 | BW   |
| 53° 4′ 10″ N, 10° 20′ 57″ O | Hanstedt I 27 | Oval, Länge ca. 7 m, Breite ca. 5 m und Höhe ca. 0,4 m. | 32207406 | BW   |
| 53° 4′ 10″ N, 10° 20′ 57″ O | Hanstedt I 28 | Flach gewölbt, Durchmesser ca. 4 m und Höhe ca. 0,30 m. | 32207895 | BW   |
| 53° 4′ 11″ N, 10° 20′ 57″ O | Hanstedt I 29 | Flach, Durchmesser ca. 8 m und Höhe ca. 0,20 m.         | 32207896 | BW   |

### Hanstedt I 32
- ID:32203831
- 5 Grabhügel mit Durchmessern von 6–13 Metern und Höhen von 0,3–1,2 Metern.  Hügel FStNr. 36 ist vollkommen eingeebnet und somit obertägig nicht mehr auffindbar. FStNr. 34 im Laserscan nicht zu erkennen.

| Lage                        | Bezeichnung   | Beschreibung                              | ID       | Bild |
| --------------------------- | ------------- | ----------------------------------------- | -------- | ---- |
| 53° 4′ 13″ N, 10° 20′ 44″ O | Hanstedt I 32 | Durchmesser ca. 11 m und Höhe ca. 0,80 m. | 32207897 | BW   |
| 53° 4′ 14″ N, 10° 20′ 45″ O | Hanstedt I 33 | Durchmesser ca. 11 m und Höhe ca. 1,40 m. | 32208169 | BW   |
| 53° 4′ 17″ N, 10° 20′ 43″ O | Hanstedt I 34 |                                           | 32208168 | BW   |
| 53° 4′ 13″ N, 10° 20′ 47″ O | Hanstedt I 35 |                                           | 32208170 | BW   |

### Ebstorf 73
- ID:32203829
- Gruppe von 11 Grabhügeln mit Durchmessern von 9 bis 15 m und Höhen von 0,4 bis 1,1 m. 3 Hügel (FStNr. 2, 4, 11) sind obertägig nicht mehr auffindbar, wahrscheinlich durch land- bzw. forstwirtschaftliche Maßnahmen zerstört.

| Lage                       | Bezeichnung   | Beschreibung | ID       | Bild |
| -------------------------- | ------------- | --- | -------- | ---- |
| 53° 3′ 8″ N, 10° 23′ 51″ O | Hanstedt I 3  | Flach, Länge ca. 10 m, Breite ca. 8 m und Höhe ca. 0,80 m.                                                                                        | 32206004 | BW   |
| 53° 3′ 8″ N, 10° 23′ 53″ O | Hanstedt I 5  | Flach, oval, Länge ca. 9 m, Breite ca. 6 m und Höhe ca. 0,3 m, wird vom Gemarkungsgrenzgraben durchschnitten, dadurch Oberfläche stark verändert. | 32204968 | BW   |
| 53° 3′ 6″ N, 10° 23′ 48″ O | Hanstedt I 6  | Flach gewölbt, rund, Durchmesser ca. 11 m und Höhe ca. 0,8 m.                                                                                     | 32205258 | BW   |
| 53° 3′ 5″ N, 10° 23′ 46″ O | Hanstedt I 7  | Flach gewölbt, Durchmesser ca. 19 m und Höhe ca. 1,2 m, Ränder laufen flach aus.                                                                  | 32206491 | BW   |
| 53° 3′ 4″ N, 10° 23′ 45″ O | Hanstedt I 9  | Flach gewölbt, Durchmesser ca. 18 m und Höhe ca. 1,2 m, gegraben und in der Mitte stark ausgehöhlt.                                               | 32206758 | BW   |
| 53° 3′ 3″ N, 10° 23′ 46″ O | Hanstedt I 10 | Kräftig gewölbt, rund, Durchmesser ca. 17 m und Höhe ca. 2 m mit Kopfstich.                                                                       | 32206759 | BW   |
| 53° 3′ 5″ N, 10° 23′ 47″ O | Hanstedt I 12 | Rund, Durchmesser ca. 12 m und Höhe ca. 1 m mit auslaufenden Rändern.                                                                             | 32207404 | BW   |

## Velgen
| Lage                        | Bezeichnung          | Beschreibung | ID       | Bild |
| --------------------------- | -------------------- | --- | -------- | ---- |
| 53° 6′ 32″ N, 10° 22′ 51″ O | Velgen 1, Grabhügel  | Rund, Durchmesser ca. 15 m und Höhe ca. 2,2 m, mit deutlich abgesetztem Rand. Um den Hügelfuß verläuft eine Rinne, die von einem Erdring umgeben wird.          | 32204187 | BW   |
| 53° 6′ 34″ N, 10° 22′ 50″ O | Velgen 2, Grabhügel  | Stark zerwühlt, annähernd rund, Durchmesser ca. 15 m und Höhe noch 2,2 m, Rand deutlich abgesetzt.                                                              | 32208124 | BW   |
| 53° 6′ 31″ N, 10° 22′ 39″ O | Velgen 4, Grabhügel  | Oval, Nord-Süd gerichtet, Länge ca. 18 m, Breite ca. 14 m und Höhe ca. 2,6 m, Ränder deutlich abgesetzt und steil geböscht.                                     | 32209978 | BW   |
| 53° 6′ 46″ N, 10° 22′ 55″ O | Velgen 5, Grabhügel  | Oval, Nordwest-Südost gerichtet, Länge ca. 21 m, Breite ca. 15 m und Höhe ca. 2,2 m, Ränder abgesetzt und Kuppe abgeflacht.                                     | 32210072 | BW   |
| 53° 6′ 48″ N, 10° 22′ 16″ O | Velgen 6, Grabhügel  | Markant, rund, Durchmesser ca. 16 m und Höhe ca. 1,8 m, deutlich abgesetzte Ränder, Hügelmitte völlig umgewühlt.                                                | 32210073 | BW   |
| 53° 6′ 49″ N, 10° 22′ 17″ O | Velgen 7, Grabhügel  | Rund, Durchmesser ca. 12 m und Höhe bis zu 1,4 m, deutlich abgesetzte Ränder, von Pflanzfurchen überzogen.                                                      | 32210459 | BW   |
| 53° 6′ 40″ N, 10° 22′ 3″ O  | Velgen 8, Grabhügel  | Angegraben, rund, Durchmesser ca. 13 m und Höhe ca. 2 m, mit umlaufender Steinkreuzrinne.                                                                       | 32210460 | BW   |
| 53° 6′ 39″ N, 10° 22′ 3″ O  | Velgen 9, Grabhügel  | Tellerartig abgeflacht, rund, Durchmesser ca. 18 m und Höhe ca. 1,6 m. Um den Hügelfuß verläuft tiefer Graben, der wohl von Entnahme eines Steinkranzes stammt. | 32206067 | BW   |
| 53° 6′ 49″ N, 10° 21′ 58″ O | Velgen 22, Grabhügel | Kräftig gewölbt, rund, Durchmesser ca. 18 m und Höhe ca. 2 m, Rand gut abgesetzt. Oberfläche durch einige kleine flache Mulden gestört.                         | 32205977 | BW   |
| 53° 6′ 49″ N, 10° 22′ 0″ O  | Velgen 23, Grabhügel | Kräftig gewölbt, rund, Durchmesser ca. 19 m und Höhe ca. 1,8 m, Rand gut abgesetzt, durch eine zentrale Eingrabung gestört.                                     | 32210461 | BW   |
| 53° 5′ 57″ N, 10° 20′ 54″ O | Velgen 24, Grabhügel | Kräftig gewölbt, rund, Durchmesser ca. 12 m und Höhe ca. 1,4 m, Ränder laufen aus.                                                                              | 32210714 | BW   |
| 53° 6′ 39″ N, 10° 19′ 41″ O | Velgen 25, Grabhügel | Flach gewölbt, rund, Durchmesser ca. 14 m und Höhe ca. 1 m, Ränder laufen flach aus.                                                                            | 32210715 | BW   |

### Velgen 10
- ID:32204188
- Grabhügelfeld

| Lage                        | Bezeichnung | Beschreibung | ID       | Bild |
| --------------------------- | ----------- | --- | -------- | ---- |
| 53° 6′ 36″ N, 10° 22′ 15″ O | Velgen 10   | Ziemlich gleichmäßig geformt, rund, Durchmesser ca. 11 m und Höhe bis zu 1,2 m, umlaufende Rinne eines Steinkranzes zu erkennen. | 32208541 | BW   |
| 53° 6′ 35″ N, 10° 22′ 15″ O | Velgen 11   | Unregelmäßig, zerwühlt, Durchmesser ca. 11 m und Höhe bis zu 1 m.                                                                | 32208542 | BW   |
| 53° 6′ 34″ N, 10° 22′ 16″ O | Velgen 12   | Flach, Durchmesser ca. 9 m und Höhe nur 0,30 m.                                                                                  | 32208902 | BW   |